# José Pilar Reyes
José Pilar Reyes Requenes (* 12. Oktober 1955 in Aguascalientes, Aguascalientes), auch unter dem Spitznamen Piluco bekannt, ist ein ehemaliger mexikanischer Fußballtorwart, der zum mexikanischen WM-Kader 1978 gehörte.

## Karriere

### Verein
Piluco Pilar Reyes begann seine Profikarriere 1974 beim Club San Luis, der zu diesem Zeitpunkt gerade aus der Primera División in die damals noch zweitklassige Segunda División abgestiegen war. Zwei Jahre später wurde San Luis Zweitligameister und schaffte somit die Rückkehr in die höchste Fußballliga Mexikos. Obwohl die Mannschaft eine äußerst erfolgreiche Erstligasaison 1976/77 absolviert hatte – in der Gesamttabelle belegte San Luis den neunten Rang (von 20 Mannschaften) und in der eigenen Gruppe C sogar den zweiten Platz, was zur Teilnahme an der Endrunde um die Meisterschaft berechtigte, wofür sich insgesamt nur acht Mannschaften qualifizierten –, verschwand die Mannschaft 1977 durch Lizenzverkauf an den CD Tampico erneut aus der ersten Liga.
Nach drei Jahren in San Luis Potosí wechselte Pilar Reyes für die Saison 1977/78 zu den UANL Tigres, die in der Vorsaison den vorletzten Platz belegt hatten und somit gerade noch dem Abstieg entgangen waren. Mit diesem Verein gewann Reyes auf Anhieb die Meisterschaft und konnte diesen Triumph vier Jahre später am Ende der Saison 1981/82 wiederholen. Dazwischen standen noch eine Endrundenteilnahme in der Saison 1978/79 und eine Finalteilnahme 1979/80, die knapp mit 0:1 und 3:3 gegen Cruz Azul verloren wurde.
Die Meistertitel waren für Reyes insofern tragisch, als er in beiden Finalpaarungen nicht mitspielen konnte. 1978 verweilte er bereits im Kreise seiner Nationalmannschaftskollegen, die Mexiko bei der WM 1978 in Argentinien vertraten und 1982 wurde er von seinem damaligen Trainer aufgrund einer Formschwäche auf die Bank verbannt. Außergewöhnlich waren auch die Finalspiele 1980 gegen Cruz Azul, als Reyes nicht das Tor hütete, sondern selbst auf Torjagd ging und in den Angriff berufen wurde. Abgesehen davon, dass es außergewöhnlich ist, wenn ein Stammtorwart plötzlich als Stürmer zum Einsatz kommt, fühlte Pilar Reyes sich in dieser Rolle durchaus wohl. Denn immer wieder zog es ihn aus dem Tor heraus, um à la „Radi“ Radenković einen Angriff seiner Mannschaft einzuleiten. Das Publikum war von diesen Ausflügen begeistert und ermunterte ihn manchmal sogar dazu, wenn es durch das Estadio Universitario schallte: „íSube, Pilar, sube“! (in etwa: Nach vorne, Pilar, nach vorne)
Nach sechs Jahren im Trikot der Tigres wechselte Reyes zum Saisonende 1982/83 zum Tampico-Madero FC – ausgerechnet jenem Verein, dessen Rechtsvorgänger 1977 die Lizenz seines ersten Arbeitgebers San Luis erworben hatte – und blieb dort drei Jahre bis zum Saisonende 1985/86. Seine größten Erfolge mit diesem Verein waren die beiden Finalteilnahmen in der Saison 1985/86. Obwohl sowohl in der PRODE 85 als auch in der México 86 genannten Meisterschaften (eine Art Vorläufer der heute gebräuchlichen Apertura und Clausura) beide Heimspiele gewonnen wurden, verlor man auswärts höher und verpasste zweimal den Meistertitel: zunächst gegen den Club América (4:1 und 0:4) und anschließend gegen den CF Monterrey (2:1 und 0:2).
Für die Saison 1986/87 kehrte Reyes noch einmal zu den Tigres zurück, mit denen er diesmal im Viertelfinale der Play-offs scheiterte. 1987/88 heuerte er ausgerechnet beim Erzrivalen CF Monterrey an, der sich in jener Saison über weite Strecken im Abstiegskampf befand.

### Nationalmannschaft
Sein Debüt in der mexikanischen Nationalmannschaft gab Pilar Reyes am 22. Februar 1977 in einem Testspiel gegen Ungarn (1:1), das im Estadio Cuauhtémoc von Puebla ausgetragen wurde. Insgesamt 22 Mal hütete Pilar Reyes für sein Heimatland das Tor, zum letzten Mal am 10. Februar 1981 gegen Südkorea (4:0) im Aztekenstadion. Reyes gehörte auch zum mexikanischen Kader bei der WM 1978, wo er im ersten Spiel gegen Tunesien (1:3) und im zweiten Gruppenspiel gegen Deutschland (0:6) zum Einsatz kam. Unmittelbar nachdem Karl-Heinz Rummenigge bereits in der nach 38. Minute das 3:0 gelungen war, wurde Pilar Reyes ausgewechselt, doch auch der ihn ersetzende Pedro Soto bekam im weiteren Spielverlauf noch drei Tore eingeschenkt.

## Erfolge
- Mexikanischer Meister: 1978 und 1982
- Mexikanischer Vizemeister: 1980, 1985, 1986
- Zweitligameister: 1976